# René Martens
René Martens (Hasselt, 27 mei 1955) is een Belgisch voormalig wielrenner.

## Palmares
- 1981: winnaar 10e rit Ronde van Frankrijk (etappe van Nantes naar Le Mans over 196,5 kilometer)
- 1982: winnaar van de Ronde van Vlaanderen
- 1985: winnaar van Bordeaux-Parijs
- 1987: winnaar Flèche Hesbignonne-Cras Avernas

## Resultaten in voornaamste wedstrijden
| Jaar | Ronde van Italië | Ronde van Frankrijk | Ronde van Spanje |
| ---- | ---------------- | ------------------- | ---------------- |
| 1978 |                  | 26e                 |                  |
| 1979 |                  | 25e                 |                  |
| 1980 |                  | 30e                 |                  |
| 1981 |                  | 83e (1)             |                  |
| 1982 |                  | 24e                 |                  |
| 1983 |                  | opgave              | 48e              |
| 1984 |                  | 68e                 | 51e              |
| 1985 |                  |                     | 73e              |
| 1987 |                  |                     |                  |
| 1988 |                  | 131e                |                  |
| 1989 |                  | 91e                 | opgave           |

| Jaar | Gent-Wevelgem | Ronde van Vlaanderen | Amstel Gold Race | Luik-Bast.‑Luik | Waalse Pijl |  | WK op de weg |  | Wereldranglijsten |
| ---- | ------------- | -------------------- | ---------------- | --------------- | ----------- |  | ------------ |  | ----------------- |
| 1978 |               |                      | 17e              |                 |             |  |              |  |                   |
| 1979 |               |                      | 10e              |                 |             |  |              |  |                   |
| 1980 |               |                      | 28e              |                 |             |  |              |  |                   |
| 1981 | 31e           |                      | 59e              |                 | 63e         |  | 28e          |  |                   |
| 1982 | 21e           | ↑                    |                  |                 | 42e         |  | 16e          |  | 20e (SPP)         |
| 1983 |               |                      |                  | 22e             |             |  | 27e          |  |                   |
| 1984 |               |                      |                  |                 |             |  |              |  |                   |
| 1985 |               |                      |                  |                 |             |  |              |  | 19e (SPP)         |
| 1987 |               |                      |                  |                 | 56e         |  |              |  |                   |
| 1988 |               |                      |                  |                 |             |  |              |  |                   |
| 1989 |               |                      |                  |                 |             |  |              |  |                   |